# Las Canoas, Puebla
Las Canoas är en ort i Mexiko.   Den ligger i kommunen Atempan och delstaten Puebla, i den sydöstra delen av landet, 180 km öster om huvudstaden Mexico City. Las Canoas ligger 2 084 meter över havet och antalet invånare är 584.
Terrängen runt Las Canoas är lite bergig, och sluttar norrut. Runt Las Canoas är det ganska tätbefolkat, med 179 invånare per kvadratkilometer. Närmaste större samhälle är Teziutlan, 9,0 km öster om Las Canoas. I omgivningarna runt Las Canoas växer huvudsakligen savannskog.